# 812 Adele
Adele (asteroide 812) é um asteroide da cintura principal, a 2,2170088 UA. Possui uma excentricidade de 0,1662866 e um período orbital de 1 583,88 dias (4,34 anos).
Adele tem uma velocidade orbital média de 18,26490547 km/s e uma inclinação de 13,32668º.
Este asteroide foi descoberto em 8 de Setembro de 1915 por Sergei Belyavsky.